# Cairns Glacier
Cairns Glacier är en glaciär i Antarktis. Den ligger i Västantarktis. Chile gör anspråk på området. Cairns Glacier ligger 2 324 meter över havet.
Terrängen runt Cairns Glacier är kuperad åt sydväst, men åt nordost är den bergig. Trakten är obefolkad. Det finns inga samhällen i närheten. 